# Olympische Sommerspiele 1920/Kunstwettbewerbe
Bei den VII. Olympischen Sommerspielen 1920 in Antwerpen wurden fünf Kunstwettbewerbe in den Bereichen Baukunst, Literatur, Musik, Malerei sowie Bildhauerkunst ausgetragen.

## Baukunst
| Platz | Land | Künstler              | Werk                                      |
| ----- | ---- | --------------------- | ----------------------------------------- |
| 1     |      | nicht vergeben        |                                           |
| 2     | NOR  | Holger Sinding-Larsen | „Entwurf einer Turn- und Gymnastikschule“ |
| 3     |      | nicht vergeben        |                                           |

## Musik
| Platz | Land | Künstler       | Werk               |
| ----- | ---- | -------------- | ------------------ |
| 1     | BEL  | Georges Monier | „Olympische Musik“ |
| 2     | ITA  | Oreste Riva    | „Epinicion“        |
| 3     |      | nicht vergeben |                    |

## Malerei
| Platz | Land | Künstler                      | Werk             |
| ----- | ---- | ----------------------------- | ---------------- |
| 1     |      | nicht vergeben                |                  |
| 2     | FRA  | Henriette Brossin de Polanska | „Der Sprung“     |
| 3     | BEL  | Alfred Ost                    | „Fußballspieler“ |

## Bildhauerkunst
| Platz | Land | Künstler         | Werk                       |
| ----- | ---- | ---------------- | -------------------------- |
| 1     | BEL  | Albéric Collin   | „Die Kraft“                |
| 2     | BEL  | Simon Goossens   | „Die Eisläufer“            |
| 3     | BEL  | Alfons de Cuyper | „Kugelstoßer“ und „Läufer“ |